# Keyvan Shahbazi
Keyvan Shahbazi (Teheran, 1964) is een Perzisch-Nederlandse schrijver, columnist, politiek adviseur en cultureel psycholoog.

## Biografie
Op negenjarige leeftijd bood Shahbazi voor het eerst een verhaal aan aan een krant, maar deze wilde het niet publiceren. Toen hij zeventien was, werd hij meengenomen door leden van de Basij en overgedragen aan de Iraanse Revolutionaire Garde. Deze sloot hem maandenlang op in een cellencomplex. Daar werd hij, onder leiding van de latere president Ebrahim Raisi, onder meer met stroomkabels gemarteld en was hij ooggetuige van diverse executies.
Nadat Shahbazi een mislukte zelfmoordpoging deed en zijn ouders smeergeld betaalde, werd hij opgenomen in een psychiatrische instelling, waar hij geholpen werd om te vluchten. Shahbazi dook anderhalf jaar onder en ging te voet de grens met Turkije over. Als negentienjarige kwam hij in 1983 naar Nederland.
In Nederland studeerde hij culturele psychologie. Roger van Boxtel, onder meer Minister van Integratiebeleid, vroeg hem op zijn ministerie te komen werken, wat Shahbazi vanaf 1999 deed. Later zou hij op nog vier ministeries werkzaam worden, onder meer als vertrouwenspersoon en beleidsadviseur, evenals bij de Politieacademie.
Shahbazi werd ook actief als columnist, onder meer bij de Volkskrant. In een stuk in die krant noemde hij in 2019 Carolien Roelants en Peyman Jafari 'fellow travellers van het islamisme'. Hierover ontstond ophef en hoe de krant hiermee omging, vond Shahbazi immoreel. Hij stopte daarop met zijn column in de Volkskrant.
In 2021 verscheen De Amerikaan van Karadj, Shahbazi's roman over onder meer zijn eigen verleden en het ontstaan van de Islamitische Republiek Iran. In 2025 kwam De prijs van vrijheid, een bundeling van Shahbazi's columns, uit. Shahbazi schreef onder meer over de zorgen die hij heeft over de islam in Nederland.
Shahbazi werd in 2024 uitgeroepen tot Vrijdenker van het jaar. In 2025 was hij genomineerd voor de Pim Fortuynprijs. Datzelfde jaar gaf hij zijn bul terug aan de Universiteit van Amsterdam uit protest tegen het door die onderwijsinstelling eenzijdig verbreken van de banden met de Hebreeuwse Universiteit van Jeruzalem.

### Bestseller 60
| Boeken met noteringen in de Nederlandse Bestseller 60 | Jaar van verschijnen | Datum van binnenkomst | Hoogste positie | Aantal weken | Opmerkingen |
| ----------------------------------------------------- | -------------------- | --------------------- | --------------- | ------------ | ----------- |
| De Amerikaan van Karadj                               | 2021                 |                       | 51              | 1            |             |
| De prijs van vrijheid                                 | 2025                 |                       | 37              | 1            |             |

- International Standard Name Identifier: 0000 0005 0368 4126
- Nederlandse Thesaurus van Auteursnamen: 434083046
- Virtual International Authority File: 175163332467402642467